# Corcova, Mehedinți
Corcova este satul de reședință al comunei cu același nume din județul Mehedinți, Oltenia, România.

## Viile din Corcova
Prințul Anton Bibescu a avut o moșie la Corcova. După distrugerea viilor Corcovei de către filoxeră, la sfârșitul secolului al 19-lea, prințul l-a adus din Franța, ca administrator al moșiei pe Emanuel Sauget, tânăr absolvent ca șef de promoție al Facultății de Științe Agricole din Nancy, pe care l-a însărcinat cu refacerea viilor. Acesta a plantat soiuri nobile de viță aduse din Franța și a creat după metoda obținerii vinurilor de Bordeaux, celebrul vin „Corcovin", preferat de către prinț și distinșii lui oaspeți. La moșia de la Corcova poposeau adesea Martha Bibescu, Ion Minulescu, Ion Pillat și alte personalități ale culturii române sau politicieni ai vremii. Cu toate acestea, în anul 2005, din cele 470 de hectare de viță-de-vie mai rămăseseră doar 18 hectare, iar cramele, construite de prințul Anton Bibescu la începutul secolului al XX-lea, erau în ruină.
În vara anului 2005 doi investitori, un român și un francez, au cumpărat 12 hectare din via plantată de Întreprinderea Agricolă de Stat Corcova și aproximativ 50 de hectare de teren plantate cu vie în stare degradată, în satul Jirov, din aceeași comună. Ambele amplasamente fuseseră plantate cu viță-de-vie încă din timpul moșiei familiei Bibescu. Beneficiind de fonduri SAPARD, în anii 2006 și 2007 au fost plantate 40 de hectare cu soiurile Cabernet Sauvignon, Merlot, Syrah, Pinot Noir, Muscat Ottonel și Chardonnay. Cramele au fost complet renovate și modernizate în perioada 2008-2009. Cu sprijinul Fondului European pentru Agricultură și Dezvoltare Rurală (FEADR), cramele au fost dotate cu utilaje și echipamente moderne care asigură procesarea, conform standardelor europene. După noi plantări în 2008 și 2010, suprafața cultivată a ajuns la 55 hectare dintre care 40 sunt cultivate cu soiuri pentru vinuri roșii.

## Monumente istorice
- Biserica „Sfinții Voievozi", construită în 1752 de către stolnicul Constantin Strâmbeanu. (cod LMI: MH-II-m-B-10299.01)[2].
- Conacul Bibescu (Cod LMI: MH-II-m-B-10300) [3]

În preajma conacului Bibescu s-a aflat și biserica de lemn „Sfantul Calinic" adusă aici în anul 1910 de către prințul Anton Bibescu, și reconstruită în anii 1970 - 1977 la inițiativa lui Constantin V. Robescu în localitatea mehedințeană Fântâna Domnească.